# جاكوب هايوجارد
جاكوب هايوجارد (بالدنماركية: Jakob Haugaard)‏ (1 مايو 1992 في الدنمارك - ) هو لاعب كرة قدم دانمركي في مركز حراسة المرمى. شارك مع منتخب الدنمارك تحت 18 سنة لكرة القدم ومنتخب الدنمارك تحت 19 سنة لكرة القدم ومنتخب الدنمارك تحت 20 سنة لكرة القدم. أما مع النوادي، فقد لعب مع ستوك سيتي ونادي ميتييلاند وAkademisk Boldklub ‏.

## وصلات خارجية
- جاكوب هايوجارد على موقع اتحاد النرويج (النرويجية)
- جاكوب هايوجارد على موقع اتحاد السويد (السويدية)
- جاكوب هايوجارد على موقع قاعدة بيانات كرة القدم.إي يو (الإنجليزية)
- جاكوب هايوجارد على موقع Soccerbase.com (لاعب) (الإنجليزية)
- جاكوب هايوجارد على موقع Soccerway.com (الإنجليزية)
- جاكوب هايوجارد على موقع عالم كرة القدم.نت (الإنجليزية)
- جاكوب هايوجارد على موقع AS.com (الإسبانية)